# Benediktbeuern
Benediktbeuern er en kommune i Landkreis Bad Tölz-Wolfratshausen i den sydlige del af Regierungsbezirk Oberbayern i den tyske delstat Bayern, med godt 3.500 indbyggere. Den ligger i Alpeforlandet ved foden af det 1.801 meter høje Benediktenwand. Kommunen er en del af Verwaltungsgemeinschaft Benediktbeuern.

## Historie
Kloster Benediktbeuern blev grundlagt i 739/740 som Benediktinerkloster. Nogle år senere overbragte Karl den Store et relikvie, den højre arm af den hellige Benedikt, hvilket afspejler sig i navnet.